# Oxtungssvamp
Oxtungssvamp (Fistulina hepatica) är en svampart som först beskrevs av Jakob Christan Schaeffer, och fick sitt nu gällande vetenskapliga namn av William Withering 1792. Enligt Catalogue of Life ingår Oxtungssvamp i släktet Fistulina,  och familjen Fistulinaceae, men enligt Dyntaxa är tillhörigheten istället släktet Fistulina,  och familjen oxtungsvampar. Arten är reproducerande i Sverige, och svampen har i Sverige bevarandestatus nära hotad. Inga underarter finns listade.
Oxtungssvampen växer främst på gamla ekar eller multnande ekstubbar. Utseendet är ovanligt, och påminner om en tunga eller lever med en köttig fruktkropp med rödbrun, undertill blekgul och slutligen rodnande färg. Vid längdgenomskärning framträder i grundmassan köttröda, i olika riktning varandra korsande hyfknippen.
I äldre tid användes den som matsvamp, men måste först urlakas på grund av rik halt av garvsyra.

## Bilder

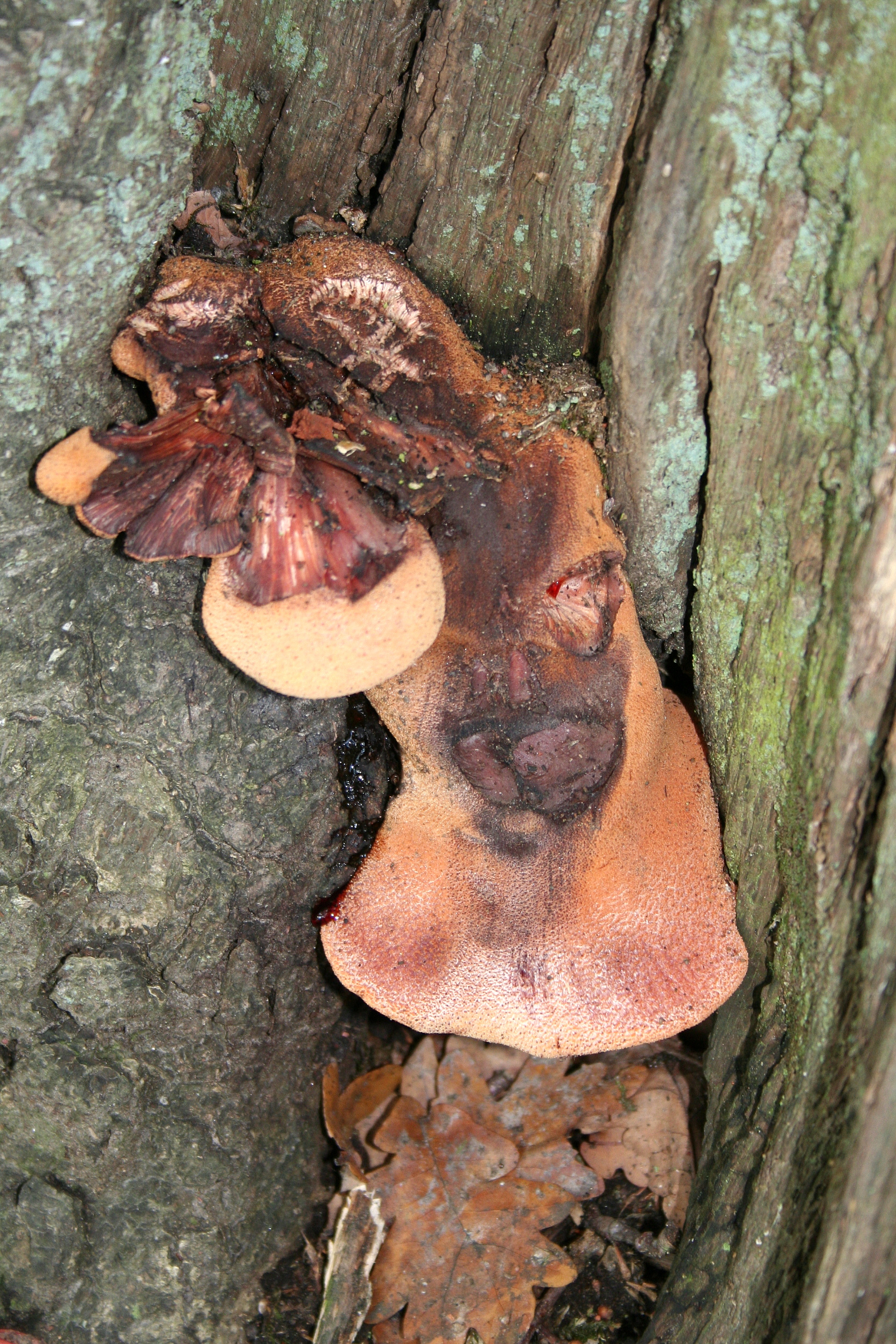
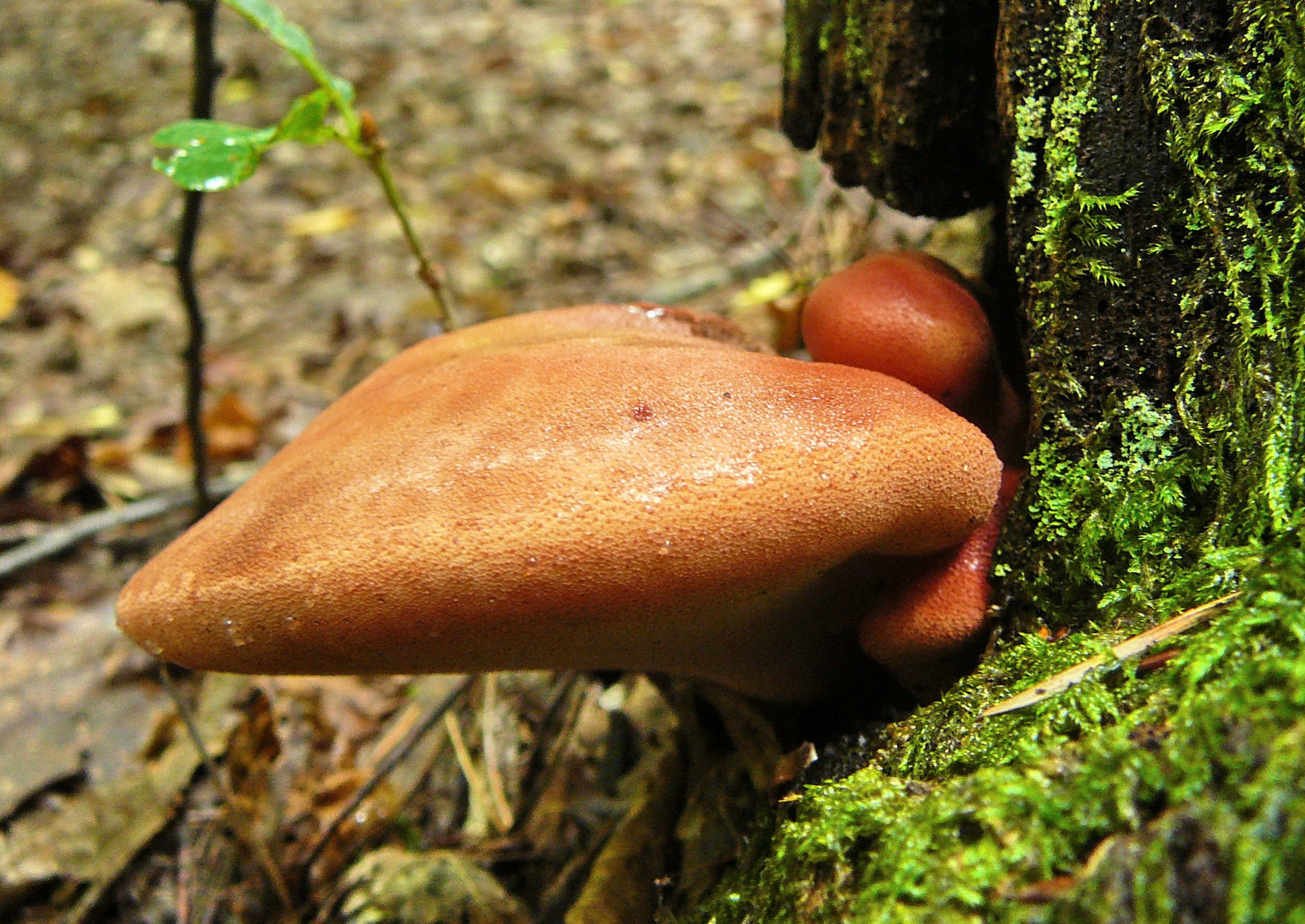
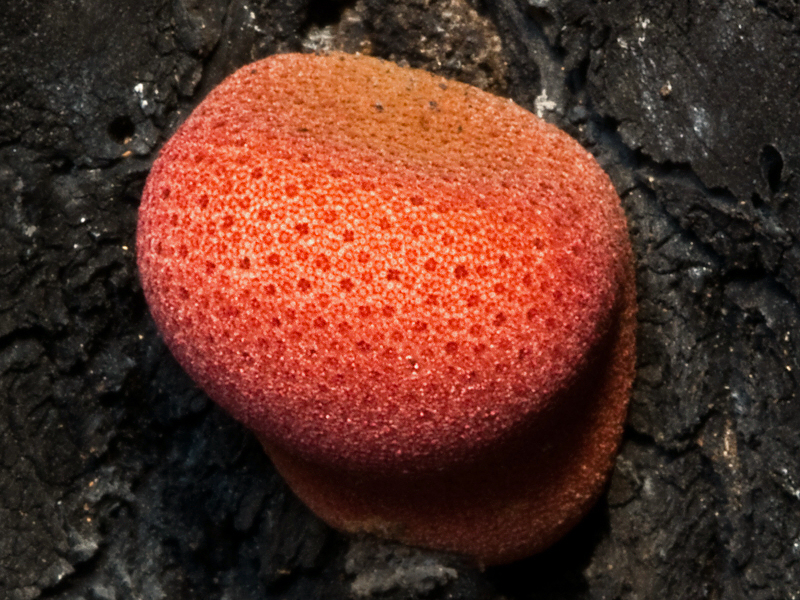
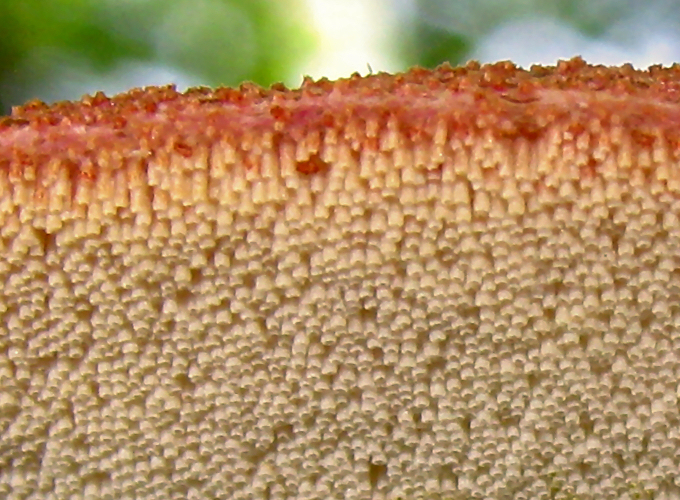
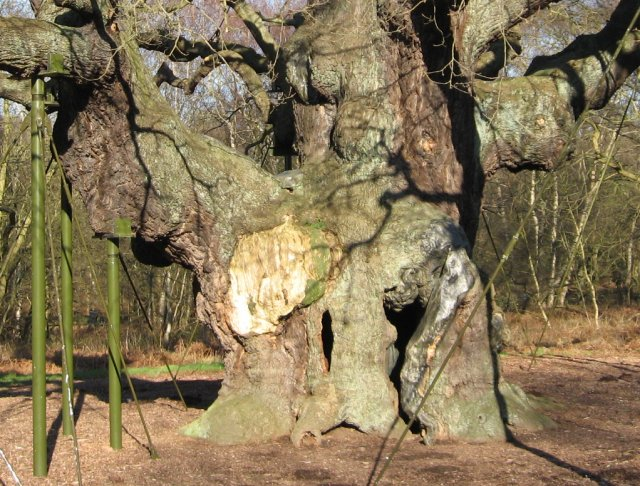
Ek som blivit hålig på grund av oxtungssvamp.
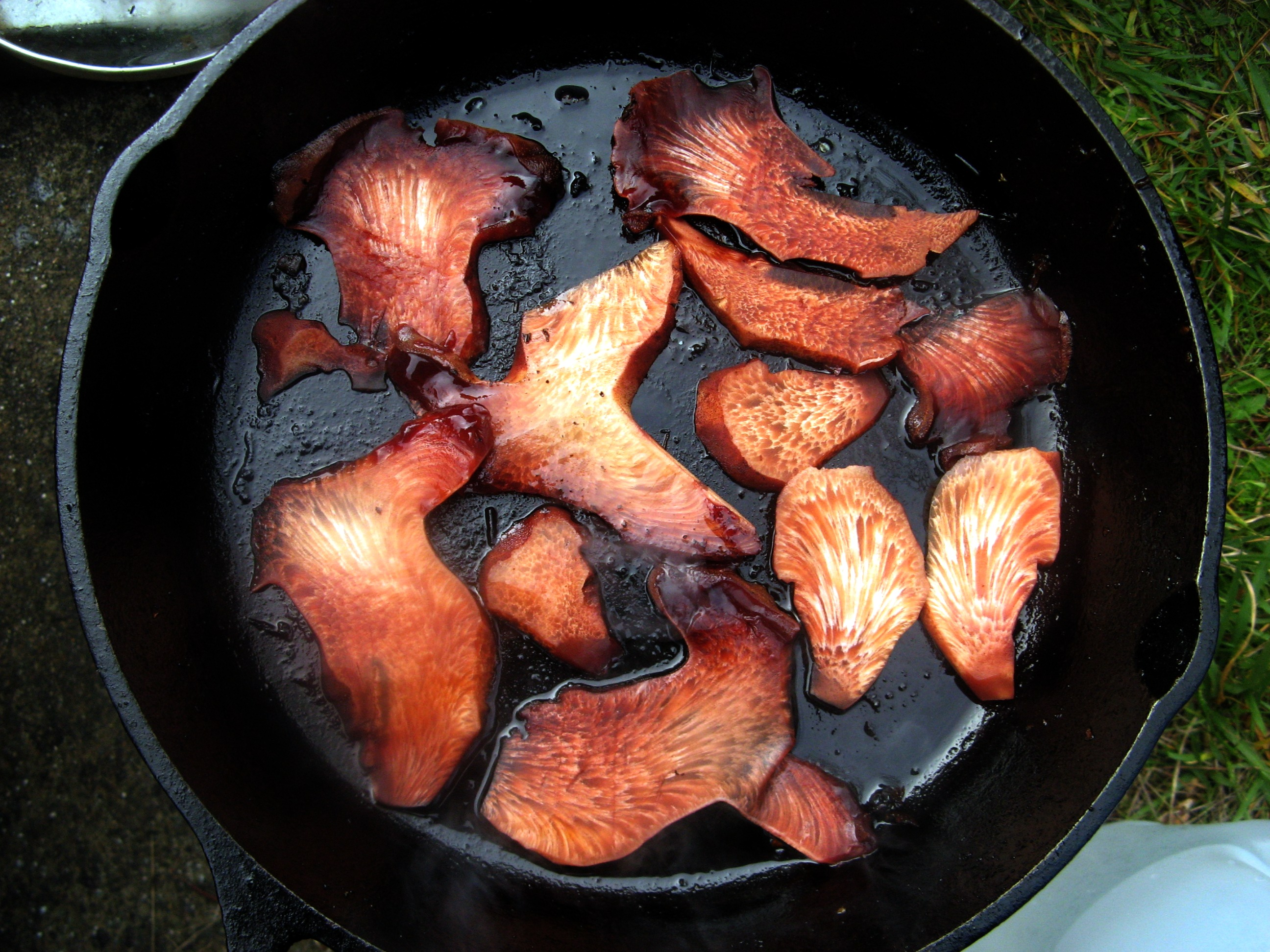
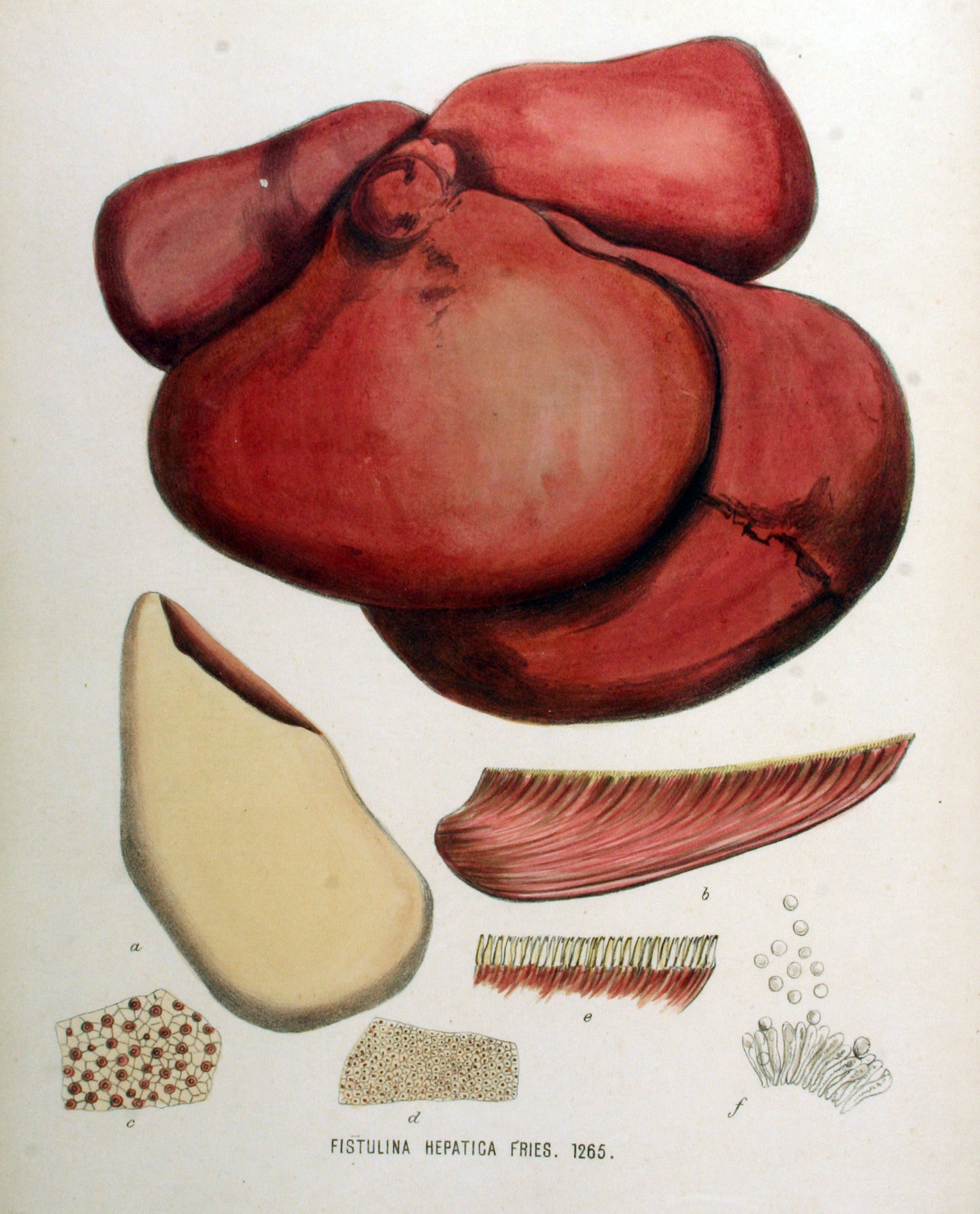
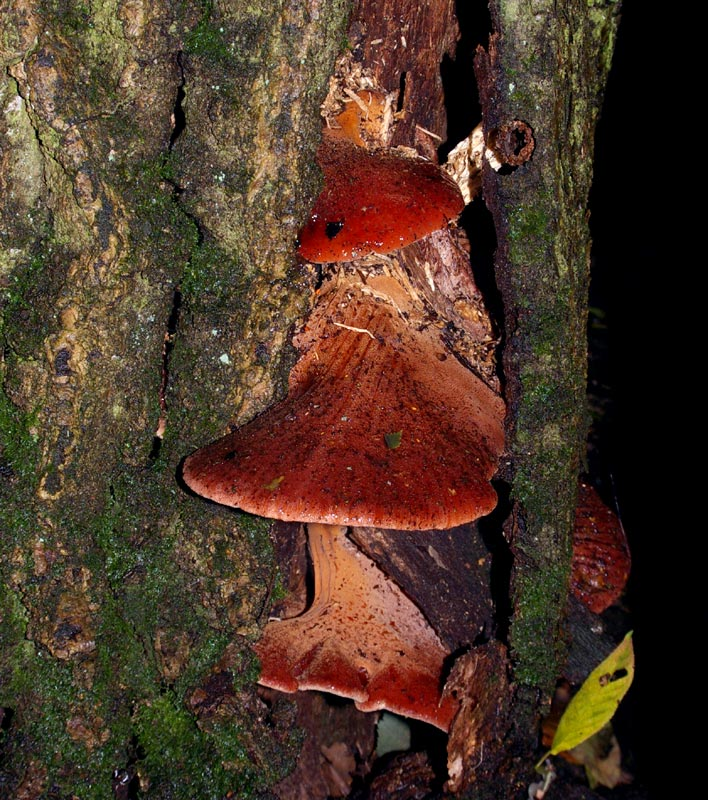